# Църногорска река
Църногорска река или Църногоровска река е ляв приток на Резовска река. Събира водните течения от южната половина на Малкотърновската котловина. С най-дългия си приток достига около 8 км дължина. В местност Църногорово и до днес се провежда прочутият някога Църногорски панаир, привличал хора от цяла Странджа и Източна Тракия.